# Robert Mueller
Robert Swan Mueller III (7. kolovoza 1944.-) bivši je ravnatelj FBI-a.
Rođen u New Yorku, a odrastao u Philadelphiji, Robert Mueller diplomirao je međunarodne odnose na Sveučilištu New York. Godinu dana kasnije priključio se marincima i kao zapovjednik voda sudjelovao u vijetnamskom ratu, za što je nekoliko puta odlikovan. Nakon toga, diplomirao je pravo i njime se kasnije bavio kao privatni odvjetnik i federalni tužitelj. 
Godine 1989. imenovan je pomoćnikom tadašnjeg ministra pravde Dicka Thornburgha, na kojem je položaju bio do 1991. godine. Godine 2001. predsjednik Bush ponovno ga je imenovao na to mjesto, a 4. rujna 2001. - samo tjedan dana prije napada 11. rujna - imenovan je za trajnu zamjenu ravnatelja FBI-a Louisa Freeha koji je prije toga bio podnio ostavku. 